# Pekingská kachna

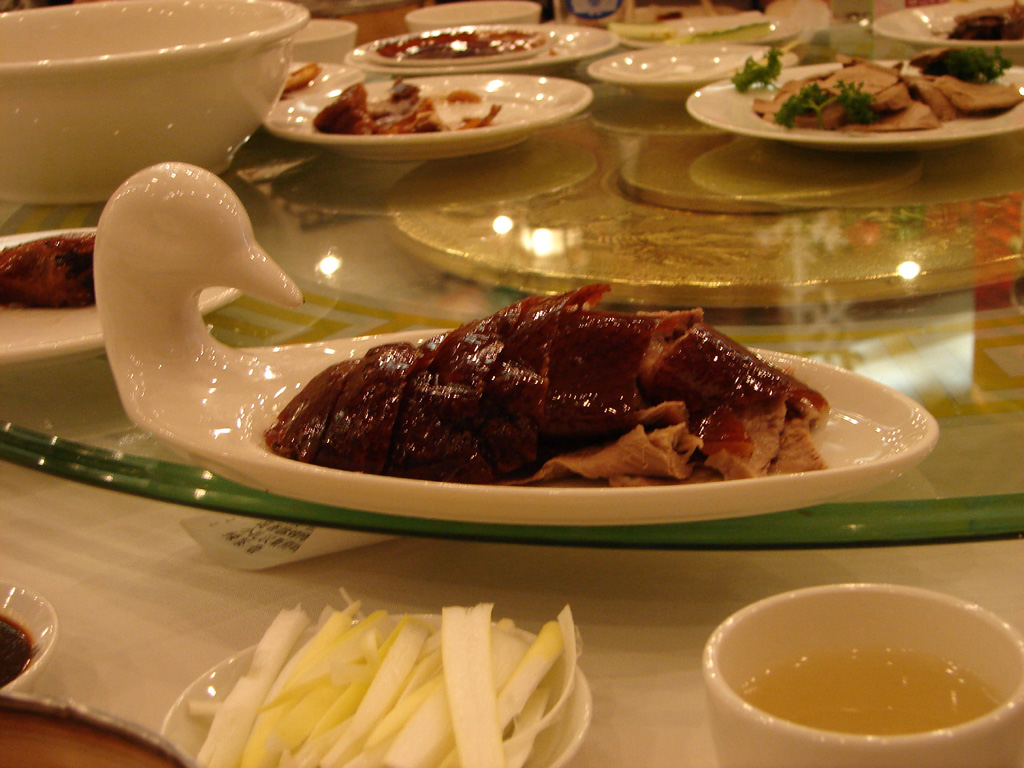

Pekingská kachna je specialita čínské kuchyně, jejíž tradice sahá minimálně do 14. století. Připravuje se z čínského jatečního plemene kachny domácí.
Kachna se zabije ve věku zhruba dvou měsíců (měla by vážit okolo 5 kg), očistí, vykuchá a zbaví hlavy. Pak se pod kůži napumpuje vzduch, aby se podkožní tuk oddělil od masa a dobře vypekl. Kachna se krátce povaří, potře sladkou marinádou a nechá 24 hodin v průvanu sušit, pak se upeče zavěšená v peci nad dřevem z ovocných stromů, které jí dodá charakteristickou vůni. Hotová kachna se nakrájí na malé kousky (je zvykem, že v restauracích porcuje jídlo kuchař u stolu před zákazníkem) a podává se zvlášť šťavnaté maso a do křupava vypečená kůžička, přílohou jsou mandarinské placky z mouky, horké vody a sezamového oleje, hustá pikantní omáčka hoisin na sójovém základě a najemno nakrájená čerstvá zelenina. Často se ke kachně podává jarní cibulka, která se na jednom konci několikrát nakrojí, takže vznikne něco jako štětec, který se namáčí do omáčky a tím se placky se zabaleným masem potírají. Jako závěrečný chod se podává vývar ze zbytků kachny.
V Pekingu se na tento pokrm specializují restaurace Quanjude a Bianyifang v centru města, určené převážně cizincům a prominentům.